# 지미 일 페노메노

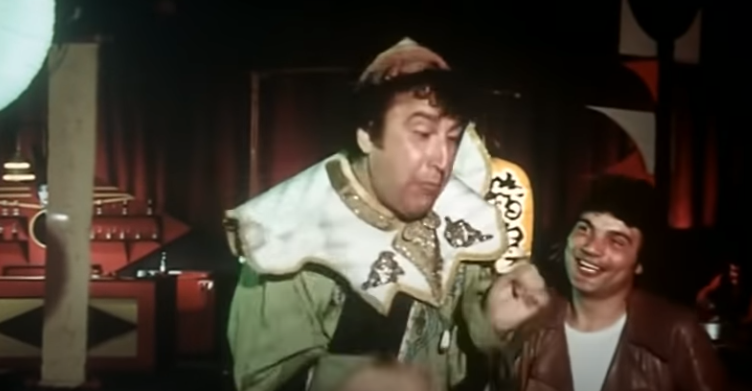

지미 일 페노메노(Jimmy il Fenomeno, 본명: 루이지 오리제네 소프라노(Luigi Origene Soffrano), 1932년 4월 22일 ~ 2018년 8월 6일)는 이탈리아의 희극 배우, 텔레비전 배우, 영화배우이다.
밀라노에서 사망하였다.

## 영화
- 칼리귤라 (1981년)
- 병원: 하얀 마피아 (1973년)
- 비 식... 이츠 프리 (1968년)
- 학살의 1만 달러 (1967년)
- 라 쿠카그나 (1962년)
- 파시스트 (1961년)